# Cecilia Stam
Gudrun Gunhild Cecilia Stam, född 30 januari 1944 i Uppsala, död 25 oktober 2022 i Stockholm, var en svensk konstkritiker.
Stam, som var dotter till kantor Erik Stam och filosofie kandidat Kerstin Gustafson, blev filosofie kandidat vid Uppsala universitet 1971. Hon var forskare om Konstfrämjandet från 1971, utförde diverse utredningar bland annat om utställningsstöd i Uppsala 1973 och konstpedagogik i konstföreningar 1978. Hon hade konstprogram i radio och television från 1981, var konstskribent och konstkritiker i svenska och utländska tidskrifter och dagspress från 1981, chef för Sandvikens konsthall 1979–1980, vikarierande producent vid Sveriges Radio 1980, konstkritiker i Stockholms-Tidningen 1981–1984 samt producerade konstutställningar och var konstkritiker i Svenska Dagbladet från 1985. Hon var ledamot (sekreterare, vice ordförande) i Svenska konstkritikersamfundet 1981–1983, ledamot av nämnden för utställningar av nutida svensk konst i utlandet (Nunsku) 1981–1985 och redaktionsmedlem i Paletten 1981–1986.
Stam deltog i den svenska Melodifestivalen 1968 med melodin "Låt mig va' ifred". Bidraget slutade på en sjunde plats som hon fick dela med Gunnar Wiklund. Stam var också Bildjournalens popflicka runt denna tid. Hon hade även en hit med sången "Alltid ångrar jag mig".